# Cyanobakterier

Cyanobacterium

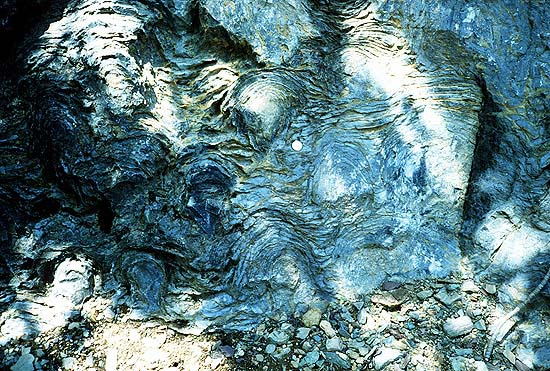
Stromatoliter

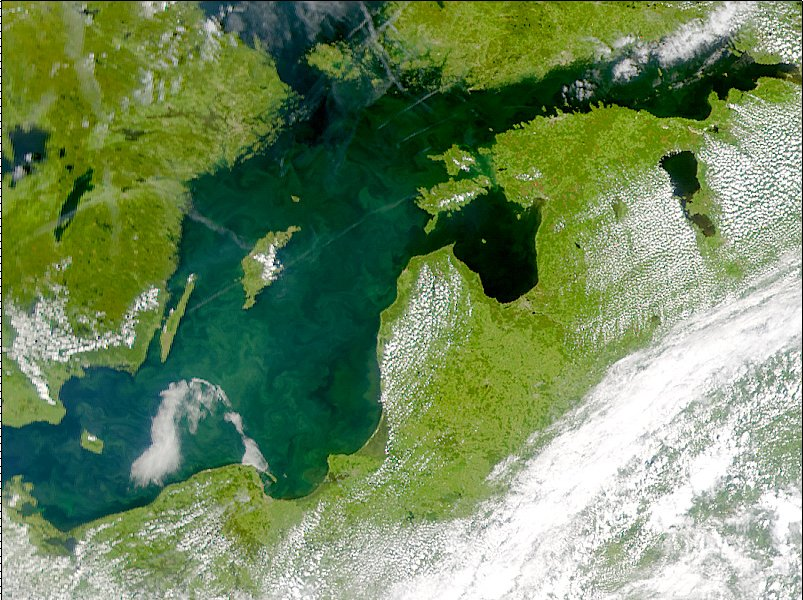
Fytoplanktonblomning i Östersjön (3 juli 2001)

Cyanobakterier (Cyanobacteria) är fotosyntiserande organismer som forskare antar spelade en viktig roll vid syresättningen av jordens atmosfär. Vissa arter av cyanobakterier har förmågan att vid fotosyntes binda kväve som finns i luften, något som kallas kvävefixering.
Flera arter är giftiga, och vid masstillväxt av vissa planktoniska arter – så kallad algblomning – ansamlas ofta en grötig massa av cyanobakterier vid kuster och stränder.
I svenska sötvatten uppgår antalet kända arter till ungefär 500.
Cyanobakterier kan avlagras som bergarten onkolit.
Förr kallades de blågröna bakterier, blågröna alger eller blågrönalger. Detta är felaktigt, då inte alla arter är blågröna eller ens alger.

## Förekomst och uppbyggnad
Cyanobakterier förekommer både i vatten och på land, den största andelen är vattenlevande. Med en utvecklad anpassningsförmåga kan cyanobakterier finnas på de mest extrema ställen, t.ex. har de hittats växande i en sten på Antarktis. Cyanobakterierna kan leva ensamma eller i kolonier, många arter bildar ett slem som håller ihop kolonin. De kan växa i trådformiga knippen eller sprida ut sig platt på en yta. I sina celler kan cyanobakterien bilda gasblåsor, med hjälp av dessa kan de reglera sin flytförmåga.
Cyanobakterierna är mellan 1 μm och 60 μm i diameter. Deras arvsmassa finns i en ringformad kromosom. Cyanobakterier saknar egentlig cellkärna, men cellinnehållet är differentierat i ett starkare färgat yttre lager kromoplasma och ett ljusare mittparti centroplasma. I kromoplasma är olika färgämnen diffust fördelade mellan bland annat klorofyll, karoten, fykocyan och fykoetrin. Cyanobakterier har cellväggar och lameller. De saknar flageller, men flertal arter kan glida fram på fast underlag. Många cyanobakterier är epifyter, och några lever symbiotiskt i vävnader hos högre växter. En del av arterna utgör exempelvis gonidierna i lavarnas bål. 

## Systematik
Cyanobakterierna var tidigare inlemmade i divisionen Cyanophyceae, vari de tillhörde en av ordningarna Chroococcales, Chamaesiphonales och Hormogonales. Sedan dess har cyanobakteriernas systematik genomgått flera revideringar och är idag omdiskuterad, men cyanobakterierna räknas strikt morfologiskt som en övergångsform mellan alger och eubakterier.

## Evolutionär historia

### Fossil
De för människan äldsta fossilerna är stromatoliter som är cirka 3,5 miljarder år gamla. Nybildning av stromatoliter sker fortfarande vid Shark Bay i västra Australien och på Exuma-öarna i Bahamas . Genom studier av dessa har det iakttagits att de är uppbygga av förstelnade skikt av bland annat cyanobakterier.

### Fotosyntes
Man kan med säkerhet säga att cyanobakterier funnits i åtminstone 2,5 miljarder år, detta då olika mikroorganismer, däribland cyanobakterier producerar syre som biprodukt. Syret möjliggjorde en miljö där flercelliga organismer kunde överleva vilket i sig var starten för livets utveckling på jorden.
Syret i atmosfären bildades initialt av cyanobakterier som använde vatten istället för vätesulfid som en källa för elektroner och väte för att fixera koldioxid i en process med syre som restprodukt.
Cyanobakterien klassas som en enklare fotosyntetisk organism och hur denna syrebildande process uppkommit har gett upphov till ett flertal hypoteser, däribland Jin Xiong (2006) som diskuterar flera scenarier. Den av de olika hypoteserna som har flest anhängare är att en ”sammansmältning” av två organismer varav den ena är en svavel-/heliobakterie med liknande fotosyntes som cyanobakterierna (och växternas) och den andra, exempelvis bakterien Chloroflexus, dock enbart då man ser till fotosyntesen och ej till cyanobakteriens andra egenskaper och uppbyggnad. 

## Toxiner
Vissa arter producerar s.k. toxiner vid algblomning. Dessa kan vara av olika typer och mer eller mindre giftiga. I Sverige är mellan en tredjedel och hälften av algblomningarna toxiska. Ett exempel på toxinbildande cyanobakterier som finns i Sverige är katthårsalgen.
Toxinerna som bildas i cyanobakterier är sekundära metaboliter. Det betyder att de inte bildas i organismen hela tiden, utan bildas under vissa omständigheter. Toxinerna finns inne i cyanobakterierna men kan frisättas i omgivande vatten när organismerna dör. Om en person dricker sjövatten som innehåller toxiska cyanobakterier, blir toxinerna tillgängliga för kroppen under matsmältningen och kan då tas upp av kroppen och utöva giftverkan.
Toxinfrisättningen från en blomning ökar under slutfasen av tillväxten och under den stationära fasen av blomningen. När en blomning kollapsar och dör kan det ske en stor toxinfrisättning.
Toxinerna ger sjukdomssymtom om man antingen badar i vatten med algblomning eller förtär vatten eller fisk från sjöar med algblomning. Symtomen beror på vilket toxin det handlar om.

### Tre olika typer av toxiner som cyanobakterierna producerar
| Typ        | Exempel                                     | Effekt                                    |
| ---------- | ------------------------------------------- | ----------------------------------------- |
| Nervtoxin  | anatoxin -a, saxitoxin er och anatoxin-a(S) | kan påverka nervimpulserna till andningen |
| Levertoxin | mikrocystiner och nodulariner               | kan ge leverpåverkan                      |
| Tarmtoxin  | lipopolysackaridtoxiner                     | kan ge mag- och tarmsymtom                |

Mikrocystiner och nodulariner anses vara de vanligast förekommande toxinerna i svenska vatten.

### Nedbrytning
Toxiner från cyanobakterier bryts främst ner via mikrobiell nedbrytning, vilket betyder att andra vattenlevande mikroorganismer bryter ned dem. Mikrocystiner och nodulariner är mycket stabila och påverkas inte av kokning. De kan dock långsamt brytas ned i solljus.

### Reningsprocesser
I reningsprocessen i vattenverk har det visat sig att cyanobakterier minskar i vattnet via konventionella processer som sandfiltrering och kemisk fällning. Fritt toxin har i laboratorieförsök inte kunnat tas bort helt med hjälp av de vanligaste reningsstegen, men kunde elimineras med aktivt kol. Mindre partikelstorlek på kolet och längre kontakttid med vattnet förbättrade resultatet.
En undersökning som rörde effektivitet av olika beredningssteg i vattenverk visade att alla steg minskade toxinhalten i vattnet. De mest effektiva stegen var kolfilter, sedimentering och flockning. 

## Problem i akvarium
Dessa bakterier finns alltid i akvarievatten. Ibland blir förhållandena extra gynnsamma för bakterien, då "flammar" den upp, och växer snabbt okontrollerat över växter, rötter och bottensand. Den blågröna matta som blir, släpper lätt från underlaget den växer på. Gör man rent, och mattan växer tillbaka på 2-3 dagar, är man säker på att det är angrepp av cyanobakterier. Inga alger kan växa så snabbt.
Den kallas som sagt ofta felaktigt för "blågrön alg". Blågrön alg är dock en helt annan flercellig organism, en tångalg som endast lever i saltvatten. 
Eftersom dessa bakterier lever genom fotosyntes, är de svåra/omöjliga att komma åt med bakteriemediciner. Ofta har man för täta vattenbyten i akvariet, som man då måste minska frekvensen av. Som högst två gånger per månad är en god tumregel.
Problemet angrips bäst biologiskt, genom att försämra bakteriens livsvillkor. En av få framgångsrika behandlingar är att använda PMDD (Poor Man's Dupla Drops eller Poor Man's Dosing Drops). Detta är enkelt förklarat en särskild växtnäring, som gör att växterna frodas, och konkurrerar ut cyanobakterierna på 3-6 veckor. Det fungerar inte med traditionell växtnäring för akvarieväxter. 
Man blandar tre olika lösningar enligt följande:
- 35 ml kaliumnitrat (KNO3)
- 3 ml monokaliumfosfat (KH2PO4)
- 10 ml kaliumsulfat (K2SO4)

Varje ämne rörs ut i en egen flaska med 500 ml vatten. Man doserar sedan en gång per vecka med 10 ml ur varje flaska per 100 liter akvarievatten. Lösningarna får aldrig blandas med varandra, de måste doseras en och en i akvariet.
Specialiserade återförsäljare tillhandahåller PMDD redan fördelat i rätt mängder i tre små plastpåsar, färdiga att röras ner i 500 ml vatten.
Ovan sagda gäller sötvattensakvarium.

### En enklare lösning att prova.
Det finns för mycket kväve (nitrat) i vattnet, och kombinerat med bra belysning, flammar cyanobakterierna upp och växer påtagligt snabbt.
Botemedlet är att få bort kvävet i form av nitrat ur vattnet. För sötvatten:
1. ta manuellt bort de gröna slemmiga bitarna av bakterier, som lätt lossnar
2. töm 50 % av vattnet och ersätt med nytt vatten (1 tesked rent salt per 20 liter)
3. släck akvariet i minst 5 dagar
4. efter 5 dagar, töm 50 % av vattnet igen
5. kommer bakterierna tillbaka, plocka bort manuellt, och byt 50 % av vattnet en tredje gång

Kranvatten - ha koll på klor och kalk. Afrikanska ciklider klarar bytet, men sydamerikanska och asiatiska djur kan chockas av klor och kalk, byt mindre mängd vatten i fler etapper.
Sparsam utfodring behöver införas, för mycket foder brukar starta cyano-tillväxten.